# Carl Friedrich Canstatt
Carl Friedrich Canstatt (* 11. Juli 1807 in Regensburg; † 10. März 1850 in Erlangen) war ein deutscher Mediziner, Praktischer Arzt, Amtsarzt und Internist sowie Hochschullehrer in Erlangen.

## Leben
Carl Friedrich Canstatt wurde 1807 in Regensburg geboren. Er entstammte einer traditionsreichen, jüdischen Ärztedynastie. Ein extrovertierter, dominanter Vater und eine zutiefst religiöse, zur Depression neigende Mutter prägten seine Kindheit. Früh zeigte sich seine außerordentliche Musikalität. Diese wurde erkannt und in Form von streng überwachtem Cellounterricht gefördert. Großer Fleiß und das immerwährende Bemühen, den väterlichen Erwartungen zu entsprechen, machten bald einen hervorragenden Cellisten aus ihm. Bereits im Kindesalter traten Anzeichen einer Tuberkulose-Erkrankung auf. Dessen ungeachtet verlangte der ehrgeizige Vater – selbst praktizierender Arzt – sowohl in der schulischen und universitären Ausbildung als auch in der Musik Höchstleistungen von ihm und ließ seinen instabilen Gesundheitszustand außer Acht.
Obwohl der junge Canstatt das Talent und die Fähigkeiten für eine Künstlerkarriere besaß, entschied er sich nach längerem Gewissenskonflikt schließlich gegen die musikalische Laufbahn. Er schlug stattdessen den vom Vater vorgegebenen Weg einer medizinischen Ausbildung ein und begann nach dem Gymnasialabschluss 1823 am (heutigen) Wilhelmsgymnasium München sein Medizinstudium in Wien.
In der fünfjährigen Studienzeit in Wien entwickelte Canstatt – durch die Distanz zur Heimat und die Abnabelung vom Elternhaus – Selbstbewusstsein und eigenes Profil. Der Medizin widmete er sich zunächst jedoch ohne große Begeisterung. Erst durch den Augenarzt Friedrich Jäger von Jaxtthal erwachte sein Interesse für den gewählten Berufsweg, das nach dem Wechsel von Wien zur Universität Würzburg, wo er sich 1828 immatrikulierte, noch verstärkt wurde: an der Würzburger Klinik traf er nämlich auf seinen Professor und späteren Mentor Johann Lukas Schönlein (1793–1864), den Begründer der naturhistorischen Schule in der Medizin. Durch seine Musikalität knüpfte Canstatt in Würzburg schnell gesellschaftliche Beziehungen, aus denen seine spätere Ehe mit Laura Diruf hervorging. Canstatt wurde 1829  mit seiner Dissertation Ueber Markschwamm des Auges und amaurotisches Katzenauge promoviert und schloss ein zweijähriges Praktikum in Heidelberg an. Dort zeigten sich als Folge einer arbeitsreichen und anstrengenden Zeit an der Klinik des Chirurgen Franz von Chelius erneute Anzeichen der schlummernden Tuberkulose, die er jedoch ignorierte.
Nach Bestehen seines Staatsexamens 1831 arbeitete er kurze Zeit in der väterlichen Praxis in Regensburg.
1832 brach er – zunächst aus musikalischem Interesse – nach Paris auf und legte die Medizin vorübergehend beiseite. Er kam in Kontakt mit der Pariser Musikszene und lernte Persönlichkeiten wie Felix Mendelssohn Bartholdy, Frédéric Chopin, Franz Liszt und Niccolò Paganini kennen. Doch der Ausbruch der Cholera im März 1832 beendete diesen kurzen Exkurs und führte ihn wieder – und dieses Mal endgültig – zurück zur Medizin: er wurde Choleraarzt.
Er erforschte die Pariser Cholera-Epidemie und leitete in Hoeilaart bei Brüssel 1823/33 ein Cholera-Hospital. 1833 wurde er in Löwen erneut promoviert und praktizierte dann bis 1837 in Brüssel.
1838 zog er nach Ansbach, wo er als Amts- und Gerichtsarzt tätig wurde. 1843 wurde er ordentlicher Professor für Innere Medizin in Erlangen, wo er nach schon lange bestehendem Leiden an Lungentuberkulose starb.

## Schriften (Auswahl)
Canstatts medizinhistorisch wichtigster Beitrag war wahrscheinlich 1841 die Gründung und Herausgabe eines medizinischen Jahrbuchs (Jahresbericht über die Fortschritte der Gesammten Medicin in allen Ländern), was nach seinem Tod von Rudolf Virchow weitergeführt wurde.
Andere bedeutende Veröffentlichungen sind u. a.
- Ueber Markschwamm des Auges und amaurotisches Katzenauge. Medizinische Dissertation Würzburg. C. W. Becker (Universitäts-Buchdrucker), Würzburg 1831.
- Die Cholera in Paris (1832)
- Über die Krankheiten der Choreida (1837)
- Die Krankheiten des Höheren Alters und Ihre Heilung (1839), die erste zusammenhängende Beschreibung dieses Themas
- Handbuch der Medicinischen Klinik (1841) mit konkreten Leitlinien, Techniken und Therapien für die ärztliche Praxis
- Die Specielle Pathologie und Therapie, etc. (1841–42)
- Klinische Rückblicke und Abhandlungen (1848)